# Chinyingi Bridge
Die Chinyingi Bridge, auch bekannt als Chinyingi Swinging Bridge, ist eine Fußgängerhängebrücke über den Sambesi bei dem Dorf Chinyingi in der Nordwestprovinz von Sambia.
Ihre Geschichte ist eng mit der Kapuzinermission verbunden, die den Ort gegründet hatte und dort eine Schule und ein Krankenhaus betrieb, und mit ihrem Ordensbruder Crispin Valerie. 1971 wollten ein Ordensbruder und eine Nonne eine schwangere Frau und ihre Familie mit dem Boot in das Krankenhaus auf der anderen Seite des Flusses bringen, aber das überladene Boot kenterte und sechs Personen ertranken, darunter der Ordensbruder, die Nonne und die Schwangere. Unter dem Eindruck der Tragödie beschloss Bruder Crispin, eine Brücke über den Sambesi zu bauen, auch wenn er über keinerlei Fachwissen verfügte. Er bat die Minen des Copperbelt um ausrangierte Drahtseile, Stahlrohre und überzähligen Maschendrahtzaun und begann 1972 mit dem Werk, das er auf sechs Monate veranschlagt hatte. Während der Arbeit mit nur fünf jungen, ungelernten Arbeitern musste er zahlreiche Schwierigkeiten überwinden, bis die Brücke 1977 fertiggestellt war.
Die rund 300 m lange Brücke verbindet die beiden Hochufer des mindestens 220 m breiten Sambesi. Die Fußgänger laufen daher, je nach Wasserstand, in einer Höhe von bis zu 13 m über dem Strom, wobei der Blick nach unten nur durch das etwa 1 m breite Gitterrost unterbrochen wird, das den Brückensteg bildet.
Der Steg hängt, scheinbar ohne exaktes System, auf einer Hälfte mittels Hängern, die durch Querstäbe gespreizt sind, an zwei Tragseilen, während auf der anderen Seite die Hänger durch ein Rohrdreieck mit nur einem mittig verlaufenden Tragseil verbunden sind. Dieses mittige Tragseil verläuft oberhalb der zwei Tragseile auf der einen Seite, wo es über kurze Schrägseile mit ihnen verbunden ist und zur Lastabtragung beiträgt. An dem etwas flacheren Hang des Ostufers wird der Steg zusätzlich durch eine Reihe stählerner Stäbe gestützt. Die 18 m hohe Pylone aus Stahlrohren stehen in sicherer Entfernung vom Ufer auf Betonsockeln, weshalb die Spannweite der Brücke mit 338 m wesentlich länger ist als der Brückensteg. Sie ist somit eine unkonventionelle Konstruktion, die aber mittlerweile länger als 40 Jahre ihren Zweck erfüllt. Sie wird von 500 Personen täglich benutzt.
Unmittelbar neben der Brücke wurde inzwischen eine kleine Ponton-Fähre eingerichtet, die einen Pkw oder einen kleinen Lieferwagen befördern kann.